# Antonia Ramírez
Antonia Belén Ramírez (* 3. Dezember 2005) ist eine chilenische Leichtathletin, die sich auf den Sprint spezialisiert hat.

## Sportliche Laufbahn
Erste internationale Erfahrungen sammelte Antonia Ramírez im Jahr 2021, als sie bei den U18-Südamerikameisterschaften in Encarnación mit 12,88 s und 26,59 s jeweils in der ersten Runde über 100 und 200 Meter ausschied und mit der chilenischen 4-mal-100-Meter-Staffel in 48,37 s den vierten Platz belegte. Im Jahr darauf siegte sie in 12,28 s im 100-Meter-Lauf bei den Südamerikanischen Jugendspielen in Rosario und belegte über 200 Meter in 25,72 s den fünften Platz. Anschließend gewann sie bei den U18-Südamerikameisterschaften in São Paulo in 25,01 s die Bronzemedaille im 200-Meter-Lauf und gewann im Staffelbewerb in 47,68 s die Silbermedaille. 2023 belegte sie bei den U20-Südamerikameisterschaften in Bogotá in 24,47 s den fünften Platz über 200 Meter und verpasste über 100 Meter mit 12,31 s den Finaleinzug. Mit der 4-mal-100-Meter-Staffel belegte sie in 48,16 s den sechsten Platz und mit der Mixed-Staffel über 4-mal 400 Meter gelangte sie mit 3:36,59 min auf Rang vier. Im Jahr darauf siegte sie bei den U20-Südamerikameisterschaften in Lima in 24,24 s über 200 Meter und schied über 100 Meter mit 12,15 s im Vorlauf aus. Zudem gewann sie mit der 4-mal-100-Meter-Staffel in 46,23 s die Silbermedaille. Anschließend schied sie bei den U20-Weltmeisterschaften ebendort mit 12,15 s und 24,47 s jeweils in der ersten Runde über 100 und 200 Meter aus und verpasste im Staffelbewerb mit 46,15 s den Finaleinzug. Daraufhin belegte sie bei den U23-Südamerikameisterschaften in Bucaramanga in 12,04 s den sechsten Platz über 100 Meter und gelangte über 200 Meter mit 24,26 s auf Rang vier. 2025 kam sie bei den Südamerikameisterschaften in Mar del Plata mit der 4-mal-100-Meter-Staffel nicht ins Ziel und gewann mit der 4-mal-400-Meter-Staffel in 3:37,64 min gemeinsam mit Stephanie Saavedra, Violeta Arnaiz und Martina Weil die Bronzemedaille hinter den Teams aus Kolumbien und Brasilien. Anschließend sicherte sie der 4-mal-100-Meter-Staffel bei den World Athletics Relays in Guangzhou einen Startplatz bei den Weltmeisterschaften in Tokio. Daraufhin schied sie bei den World University Games in Bochum mit 24,98 s in der ersten Runde über 200 Meter aus.
2024 wurde Ramírez chilenische Meisterin im 400-Meter-Lauf sowie in der 4-mal-100-Meter-Staffel.

## Persönliche Bestzeiten
- 100 Meter: 11,76 s (−0,1 m/s), 11. April 2024 in Sucre
- 200 Meter: 23,61 s (+1,1 m/s), 14. April 2024 in Sucre
- 400 Meter: 54,96 s, 29. März 2025 in Santiago de Chile